# Tuy (rijeka)
Tuy (špa. Río Tuy) je rijeka na sjeveru Venecuele, duga 293 km, najveća i najznačajnija rijeka u saveznoj državi Mirandi.

## Riječni tijek
Rijeka izvire u planinskom masivu Karipske Ande na obroncima planine u saveznoj državi Aragua, na nadmorskoj visini od 2.426 metara. Od izvora rijeka teče prema istoku, preko dubokih kanjon probijajući se kroz planinski teren države Mirande u dužini od nekih 200 km. Zatim skreće prema sjeveru prema ušću u Karipsko more kod grada Río Chico.
Najveće pritoke su joj rijeke Guaire i Caucagua.
Dolina rijeke poznata je po proizvodnji kakaa. Gotovo polovicu venezuelanske proizvodnje daju regija Barlovento iz Mirande uz susjedne terene u saveznoj državi Anzoátegui.

## Vanjske poveznice
- Río Tuy na portalu Historia delos valles del tuy (šp.)